# Porona balteata
Porona balteata är en fjärilsart som beskrevs av W. Warren 1906. Porona balteata ingår i släktet Porona och familjen mätare. Inga underarter finns listade i Catalogue of Life.